# Jens Christian Christensen
Jens Christian Christensen, född 21 november 1856 i Houen på Jylland, död 19 december 1930, var en dansk politiker (statsminister). Han kallas I.C. Christensen på grund av det danska uttalet[källa behövs].
Christensen avlade 1877 folkskollärarexamen. Han kom att från 1886 fram till 1901 arbeta i Ringkøbing. Han blev 1890 invald i Folketinget för Ringkøbing. Han tillhörde de som stödde Chresten Berg och blev efter dennes bortgång 1891 ledare för hans grupp i folketinget. Han kom att ingå i finansutskottet.
År 1895 kom Christensen att ingå i det nybildade Venstrereformpartiets och bli deras talman. Han blev även vice talman i folketinget samt ordförande i finansutskottet. Genom ordförandeplatsen i finansutskottet kom han att få en betydelsefull position. Senare kom han även att ingå i flera andra utskott. Han var motståndare till samarbete med högern för att få igenom reformer.
Han var partiledare för Venstrereformpartiet från 1897 och vid maktskiftet blev han kultusminister 1901–1905. Åren 1905–1908 var han konseljpresident och försvarsminister.
I september 1908 anmälde sig justitieministern Peter Adler Alberti till polisen och erkände sig skyldig till omfattande bedrägerier. Det medförde att regeringen tvingades avgå. Christensen ställdes inför riksrätt men frikändes där.
Han blev åter försvarsminister för en period 1909 och var folketingets talman 1912-1913. Han var Venstres "kontrollminister" i regeringen Zahle 2 1916–1918 och ingick även som kyrkominister i regeringen Neergaard 2 1920–1922. Han beslutade sig för att avsluta sin politiska karriär 1924.

## Utmärkelser
- Kommendör med stora korset av Vasaorden, 1908.[6]